# Carol Francischini
Caroline Capovila Francischini (Valinhos, São Paulo, 4 de abril de 1989) es una modelo brasileña. Francischini ganó la segunda edición del certamen Riachuelo Mega Model en 2002. Desde entonces ha aparecido en la portada de la revista Elle en las ediciones para Brasil y Argentina y en numerosas campañas y eventos de moda.

## Vida personal
En 2013 la actriz decidió regresar a su natal Brasil para pasar más tiempo con su hija Valentina, nacida el año anterior. Carol aún no ha revelado la identidad del padre de Valentina.